# Ruch lotniczy

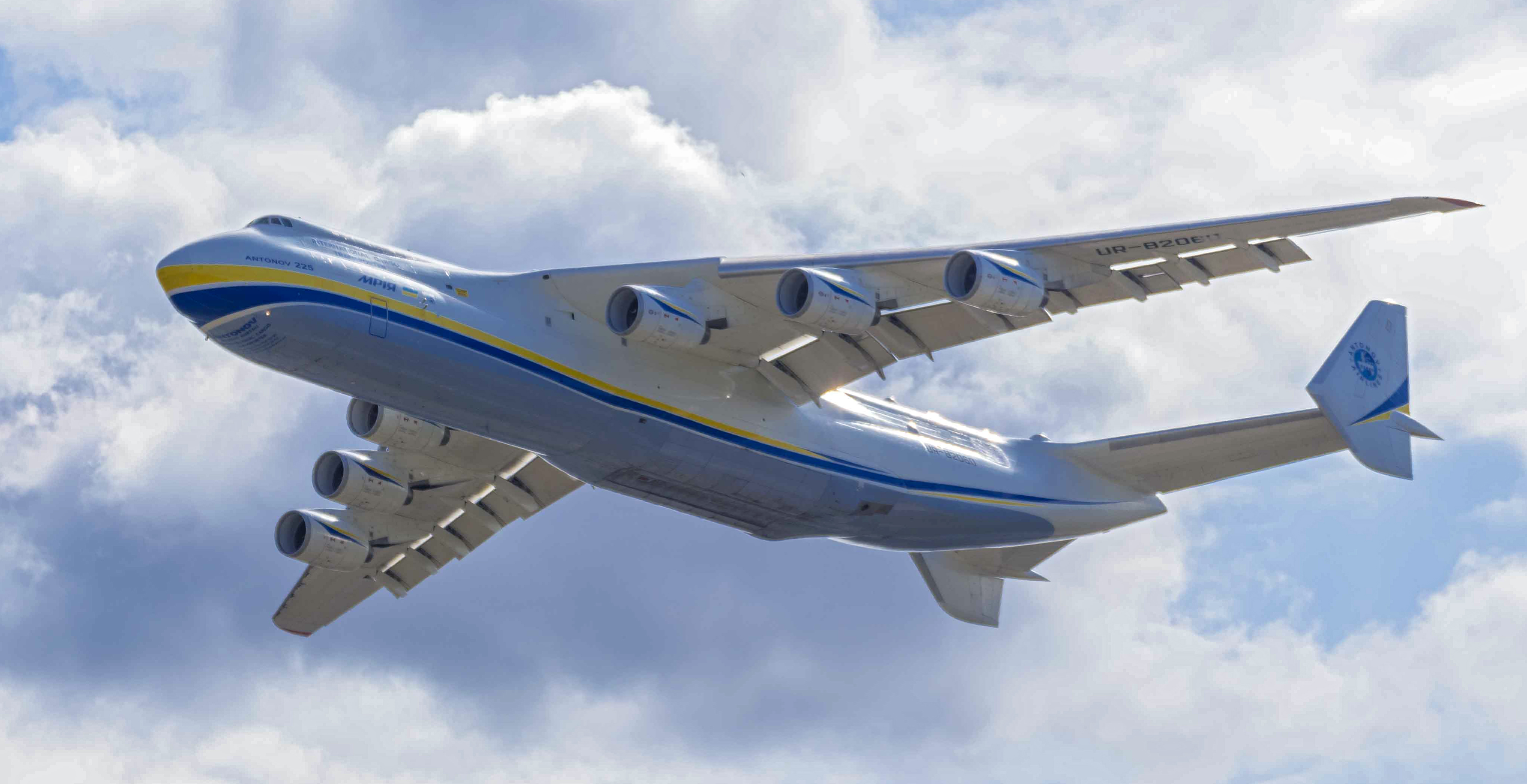
Ruch lotniczy

Ruch lotniczy – oznacza ruch wszystkich statków powietrznych podczas lotu oraz na polu manewrowym lotniska.